# Psittacus
Genre
Psittacus est un genre d'oiseaux de la famille des Psittacidae.

## Étymologie
Le terme Psittacus, comme le terme Psittacidae, est emprunté au latin psittacus, de même sens, dérivé du grec ancien ψιττακός.

## Taxinomie
À la suite de l'étude phylogénique de Melo & O’Ryan (2007), le Congrès ornithologique international, dans sa classification de référence (version 4.2, 2014), divise l'espèce Psittacus erithacus en deux. Sa sous-espèce P. e. timneh, qui est génétiquement différente, avec un plumage, un bec et des vocalisations différents, ainsi qu'une nouvelle sous-espèce P. t. princeps, découverte au cours de l'étude, deviennent l'espèce Perroquet timneh (Psittacus timneh).

### Liste des espèces
D'après la classification de référence (version 5.1, 2015) du Congrès ornithologique international (ordre phylogénique) :
- Psittacus erithacus – Perroquet jaco
- Psittacus timneh – Perroquet timneh